# 839 Valborg
Valborg è un asteroide della fascia principale del diametro medio di circa 20,39 km. Scoperto nel 1916, presenta un'orbita caratterizzata da un semiasse maggiore pari a 2,6135047 UA e da un'eccentricità di 0,1540407, inclinata di 12,60713° rispetto all'eclittica.
Stanti i suoi parametri orbitali, è considerato un membro della famiglia Eunomia di asteroidi.
Il suo nome fa riferimento ad un personaggio di Axel e Valborg, un dramma del poeta danese Adam Gottlob Oehlenschläger